# ATP Challenger Rennes
Das ATP Challenger Rennes (offizieller Name: Open Blot Rennes, vormals Open de Rennes) ist ein 2006 erstmals ausgetragenes Tennisturnier in Rennes, Frankreich. Nach einer Pause 2016 ist es seit 2017 wieder Teil der ATP Challenger Tour und wird in der Halle auf Hartplatz ausgetragen. Es konnte im Einzel niemand das Turnier mehr als einmal gewinnen. Philipp Marx und Florin Mergea gewannen je zwei Titel im Doppel. Außerdem gelang Philipp Petzschner je ein Sieg im Einzel und Doppel.

## Liste der Sieger

### Einzel
| Jahr | Sieger             | Finalgegner       | Ergebnis             |
| ---- | ------------------ | ----------------- | -------------------- |
| 2025 |                    |                   | Austragung ab 8.9.25 |
| 2024 | Jacob Fearnley     | Quentin Halys     | 0:6, 7:65, 6:3       |
| 2023 | Maxime Cressy      | Benjamin Bonzi    | 6:3, 2:0 aufgg.      |
| 2022 | Ugo Humbert        | Dominic Thiem     | 6:3, 6:0             |
| 2021 | Benjamin Bonzi     | Mats Moraing      | 7:63, 7:63           |
| 2020 | Arthur Rinderknech | James Ward        | 7:5, 6:4             |
| 2019 | Ričardas Berankis  | Antoine Hoang     | 6:4, 6:2             |
| 2018 | Vasek Pospisil     | Ričardas Berankis | 6:1, 6:2             |
| 2017 | Uladsimir Ihnazik  | Andrei Rubljow    | 6:76, 6:3, 7:65      |
| 2016 | nicht ausgetragen  | nicht ausgetragen | nicht ausgetragen    |
| 2015 | Malek Jaziri       | Igor Sijsling     | 5:7, 7:5, 6:4        |
| 2014 | Steve Darcis       | Nicolas Mahut     | 6:2, 6:4             |
| 2013 | Nicolas Mahut      | Kenny de Schepper | 6:3, 7:63            |
| 2012 | Kenny de Schepper  | Illja Martschenko | 7:64, 6:2            |
| 2011 | Julien Benneteau   | Olivier Rochus    | 6:4, 6:3             |
| 2010 | Marc Gicquel       | Stéphane Bohli    | 7:66, 4:6, 6:1       |
| 2009 | Alejandro Falla    | Thierry Ascione   | 6:3, 6:2             |
| 2008 | Josselin Ouanna    | Adrian Mannarino  | 6:2, 6:3             |
| 2007 | Philipp Petzschner | Gilles Müller     | 6:3, 6:4             |
| 2006 | Jo-Wilfried Tsonga | Tobias Summerer   | 1:6, 7:5, 7:5        |

### Doppel
| Jahr | Sieger                               | Finalgegner                               | Ergebnis             |
| ---- | ------------------------------------ | ----------------------------------------- | -------------------- |
| 2025 |                                      |                                           | Austragung ab 8.9.25 |
| 2024 | Sander Arends (3) Grégoire Jacq      | Antoine Escoffier Joshua Paris            | 6:4, 6:2             |
| 2023 | Sander Arends (2) David Pel (2)      | Antoine Escoffier Niki Kaliyanda Poonacha | 6:3, 6:2             |
| 2022 | Jonathan Eysseric David Pel (1)      | Dan Added Albano Olivetti                 | 6:4, 6:4             |
| 2021 | Bart Stevens Tim van Rijthoven       | Marek Gengel Tomáš Macháč                 | 6:72, 7:5, [10:3]    |
| 2020 | Antonio Šančić (2) Sam Weissborn (2) | Teimuras Gabaschwili Lukáš Lacko          | 7:5, 6:75, [10:7]    |
| 2019 | Sander Arends (1) Sam Weissborn (1)  | David Pel Antonio Šančić                  | 6:4, 6:4             |
| 2018 | Sander Gillé Joran Vliegen           | Sander Arends Antonio Šančić              | 6:3, 6:71, [10:7]    |
| 2017 | Jewgeni Donskoi Michail Jelgin       | Julian Knowle Jonathan Marray             | 6:4, 3:6, [11:9]     |
| 2016 | nicht ausgetragen                    | nicht ausgetragen                         | nicht ausgetragen    |
| 2015 | Andrea Arnaboldi Antonio Šančić (1)  | Wesley Koolhof Matwé Middelkoop           | 6:4, 2:6, [14:12]    |
| 2014 | Tobias Kamke Philipp Marx (2)        | František Čermák Jonathan Erlich          | 3:6, 6:2, [10:3]     |
| 2013 | Oliver Marach Florin Mergea (2)      | Nicholas Monroe Simon Stadler             | 6:4, 3:6, [10:7]     |
| 2012 | Philipp Marx (1) Florin Mergea (1)   | Tomasz Bednarek Mateusz Kowalczyk         | 6:3, 6:2             |
| 2011 | Martin Emmrich Andreas Siljeström    | Kenny de Schepper Édouard Roger-Vasselin  | 6:4, 6:4             |
| 2010 | Scott Lipsky David Martin            | Denis Gremelmayr Björn Phau               | 6:4, 5:7, [12:10]    |
| 2009 | Eric Butorac Lovro Zovko             | Kevin Anderson Dominik Hrbatý             | 6:4, 3:6, [10:6]     |
| 2008 | James Auckland Dick Norman           | Yves Allegro Horia Tecău                  | 6:3, 6:4             |
| 2007 | Philipp Petzschner Björn Phau        | Filip Polášek Igor Zelenay                | 6:2, 6:2             |
| 2006 | Grégory Carraz Mathieu Montcourt     | Tomasz Bednarek Frank Moser               | 6:3, 3:6, [10:4]     |